# Listă cu cele mai bune romane din SUA în anii 1910
| 1910 | 1910                            | 1910                                |
| #    | Titlu                           | Autor                               |
| ---- | ------------------------------- | ----------------------------------- |
| 1.   | The Rosary                      | Florence L. Barclay                 |
| 2.   | A Modern Chronicle              | Winston Churchill                   |
| 3.   | The Wild Olive                  | Anonymous (Basil King)              |
| 4.   | Max                             | Katherine Cecil Thurston            |
| 5.   | The Kingdom of Slender Swords   | Hallie Erminie Rives                |
| 6.   | Simon the Jester                | William J. Locke                    |
| 7.   | Lord Loveland Discovers America | C.N. Williamson and A.M. Williamson |
| 8.   | The Window at the White Cat     | Mary Roberts Rinehart               |
| 9.   | Molly Make-Believe              | Eleanor Abbott                      |
| 10.  | When a Man Marries              | Mary Roberts Rinehart               |

| 1911 | 1911                         | 1911                  |
| #    | Titlu                        | Autor                 |
| ---- | ---------------------------- | --------------------- |
| 1.   | The Broad Highway            | Jeffrey Farnol        |
| 2.   | The Prodigal Judge           | Vaughan Kester        |
| 3.   | The Winning of Barbara Worth | Harold Bell Wright    |
| 4.   | Queed                        | Henry Sydnor Harrison |
| 5.   | The Harvester                | Gene Stratton Porter  |
| 6.   | The Iron Woman               | Margaret Deland       |
| 7.   | The Long Roll                | Mary Johnston         |
| 8.   | Molly Make-Believe           | Eleanor Abbott        |
| 9.   | The Rosary                   | Florence L. Barclay   |
| 10.  | The Common Law               | Robert W. Chambers    |

| 1912 | 1912                             | 1912                  |
| #    | Titlu                            | Autor                 |
| ---- | -------------------------------- | --------------------- |
| 1.   | The Harvester                    | Gene Stratton Porter  |
| 2.   | The Street Called Straight       | Basil King            |
| 3.   | Their Yesterdays                 | Harold Bell Wright    |
| 4.   | The Melting of Molly             | Maria Thompson Davies |
| 5.   | A Hoosier Chronicle              | Meredith Nicholson    |
| 6.   | The Winning of Barbara Worth     | Harold Bell Wright    |
| 7.   | The Just and the Unjust (kester) | Vaughan Kester        |
| 8.   | The Net                          | Rex Beach             |
| 9.   | Tante                            | Anne Douglas Sedgwick |
| 10.  | Fran                             | J. Breckenridge Ellis |

| 1913 | 1913                     | 1913                    |
| #    | Titlu                    | Autor                   |
| ---- | ------------------------ | ----------------------- |
| 1.   | The Inside of the Cup    | Winston Churchill       |
| 2.   | V.V.'s Eyes              | Henry Sydnor Harrison   |
| 3.   | Laddie (novel)           | Gene Stratton Porter    |
| 4.   | The Judgment House       | Gilbert Parker          |
| 5.   | Heart of the Hills       | John Fox, Jr.           |
| 6.   | The Amateur Gentleman    | Jeffrey Farnol          |
| 7.   | The Woman Thou Gavest Me | Hall Caine              |
| 8.   | Pollyanna                | Eleanor H. Porter       |
| 9.   | The Valiants of Virginia | Hallie Erminie Rives    |
| 10.  | T. Tembarom              | Frances Hodgson Burnett |

| 1914 | 1914                    | 1914                    |
| #    | Titlu                   | Autor                   |
| ---- | ----------------------- | ----------------------- |
| 1.   | The Eyes of the World   | Harold Bell Wright      |
| 2.   | Pollyanna               | Eleanor H. Porter       |
| 3.   | The Inside of the Cup   | Winston Churchill       |
| 4.   | The Salamander          | Owen Johnson            |
| 5.   | The Fortunate Youth     | William J. Locke        |
| 6.   | T. Tembarom             | Frances Hodgson Burnett |
| 7.   | Penrod                  | Booth Tarkington        |
| 8.   | Diane of the Green Van  | Leona Dalrymple         |
| 9.   | The Devil's Garden      | W. B. Maxwell           |
| 10.  | The Prince of Graustark | George Barr McCutcheon  |

| 1915 | 1915                 | 1915                  |
| #    | Titlu                | Autor                 |
| ---- | -------------------- | --------------------- |
| 1.   | The Turmoil          | Booth Tarkington      |
| 2.   | A Far Country        | Winston Churchill     |
| 3.   | Michael O'Halloran   | Gene Stratton Porter  |
| 4.   | Pollyanna Grows Up   | Eleanor H. Porter     |
| 5.   | K                    | Mary Roberts Rinehart |
| 6.   | Jaffery              | William J. Locke      |
| 7.   | Felix O'Day          | F. Hopkinson Smith    |
| 8.   | The Harbor           | Ernest Poole          |
| 9.   | The Lone Star Ranger | Zane Grey             |
| 10.  | Angela's Business    | Henry Sydnor Harrison |

| 1916 | 1916                         | 1916                   |
| #    | Titlu                        | Autor                  |
| ---- | ---------------------------- | ---------------------- |
| 1.   | Seventeen                    | Booth Tarkington       |
| 2.   | When a Man's a Man           | Harold Bell Wright     |
| 3.   | Just David                   | Eleanor H. Porter      |
| 4.   | Mr. Britling Sees It Through | H. G. Wells            |
| 5.   | Life and Gabriella           | Ellen Glasgow          |
| 6.   | The Real Adventure           | Henry Kitchell Webster |
| 7.   | Bars of Iron                 | Ethel M. Dell          |
| 8.   | Nan of Music Mountain        | Frank H. Spearman      |
| 9.   | Dear Enemy                   | Jean Webster           |
| 10.  | The Heart of Rachael         | Kathleen Norris        |

| 1917 | 1917                         | 1917               |
| #    | Titlu                        | Autor              |
| ---- | ---------------------------- | ------------------ |
| 1.   | Mr. Britling Sees It Through | H. G. Wells        |
| 2.   | The Light in the Clearing    | Irving Bacheller   |
| 3.   | The Red Planet               | William J. Locke   |
| 4.   | The Road to Understanding    | Eleanor H. Porter  |
| 5.   | Wildfire                     | Zane Grey          |
| 6.   | Christine                    | Alice Cholmondeley |
| 7.   | In the Wilderness            | Robert S. Hichens  |
| 8.   | His Family                   | Ernest Poole       |
| 9.   | The Definite Object          | Jeffrey Farnol     |
| 10.  | The Hundredth Chance         | Ethel M. Dell      |

| 1918 | 1918                   | 1918                  |
| #    | Titlu                  | Autor                 |
| ---- | ---------------------- | --------------------- |
| 1.   | The U.P. Trail         | Zane Grey             |
| 2.   | The Tree of Heaven     | May Sinclair          |
| 3.   | The Amazing Interlude  | Mary Roberts Rinehart |
| 4.   | Dere Mable             | Edward Streeter       |
| 5.   | Oh, Money! Money!      | Eleanor H. Porter     |
| 6.   | Greatheart             | Ethel M. Dell         |
| 7.   | The Major              | Ralph Connor          |
| 8.   | The Pawns Count        | E. Phillips Oppenheim |
| 9.   | A Daughter of the Land | Gene Stratton Porter  |
| 10.  | Sonia                  | Stephen McKenna       |

| 1919 | 1919                                | 1919                  |
| #    | Titlu                               | Autor                 |
| ---- | ----------------------------------- | --------------------- |
| 1.   | The Four Horseman of the Apocalypse | Vicente Blasco Ibáñez |
| 2.   | The Arrow of Gold                   | Joseph Conrad         |
| 3.   | The Desert of Wheat                 | Zane Grey             |
| 4.   | Dangerous Days                      | Mary Roberts Rinehart |
| 5.   | The Sky Pilot in No Man's Land      | Ralph Connor          |
| 6.   | The Re-Creation of Brian Kent       | Harold Bell Wright    |
| 7.   | Dawn                                | Gene Stratton Porter  |
| 8.   | The Tin Soldier                     | Temple Bailey         |
| 9.   | Christopher and Columbus            | Elizabeth von Arnim   |
| 10.  | In Secret                           | Robert W. Chambers    |